# Alexander Koenig
Alexander Koenig (n. 1858, Sankt Petersburg - 16 iulie 1940, Gut Blücherhof, Klocksin, Mecklenburg - Pomerania Inferioară) a fost un naturalist și zoolog german.

## Biografie
Alexander Koenig a fost fiul omului de afaceri în domeniul producției de zahăr Leopold Koenig care s-a mutat din cauza afacerilor în St. Petersburg, Rusia. La vârsta de 9 ani König vine în Bonn unde tatăl său cumpărase o vilă pe malul Rinului, azi Villa Hammerschmidt. Aici va urma, împreună cu fratele său Carl Koenig, până în anul 1874, liceul regal din Bonn. În primăvara anului 1874 se va muta la Gimnaziul Arnoldinum din Steinfurt. În acest timp începe să adune ouă de păsări și să facă conservarea unor cadavre de animle. În cartea sa Erinnerungen eines alten Burgsteinfurter Schülers (Bonn 1933) (în traducere „Amintirea unui școlar bătrân din Burgsteinfurt”) naturalistul descrie anii petrecuți în gimnaziu, ani care i-au decis viitorul. În anul 1882 nu reușește la bacalaureat, examen pe care-l va lua doi mai ani

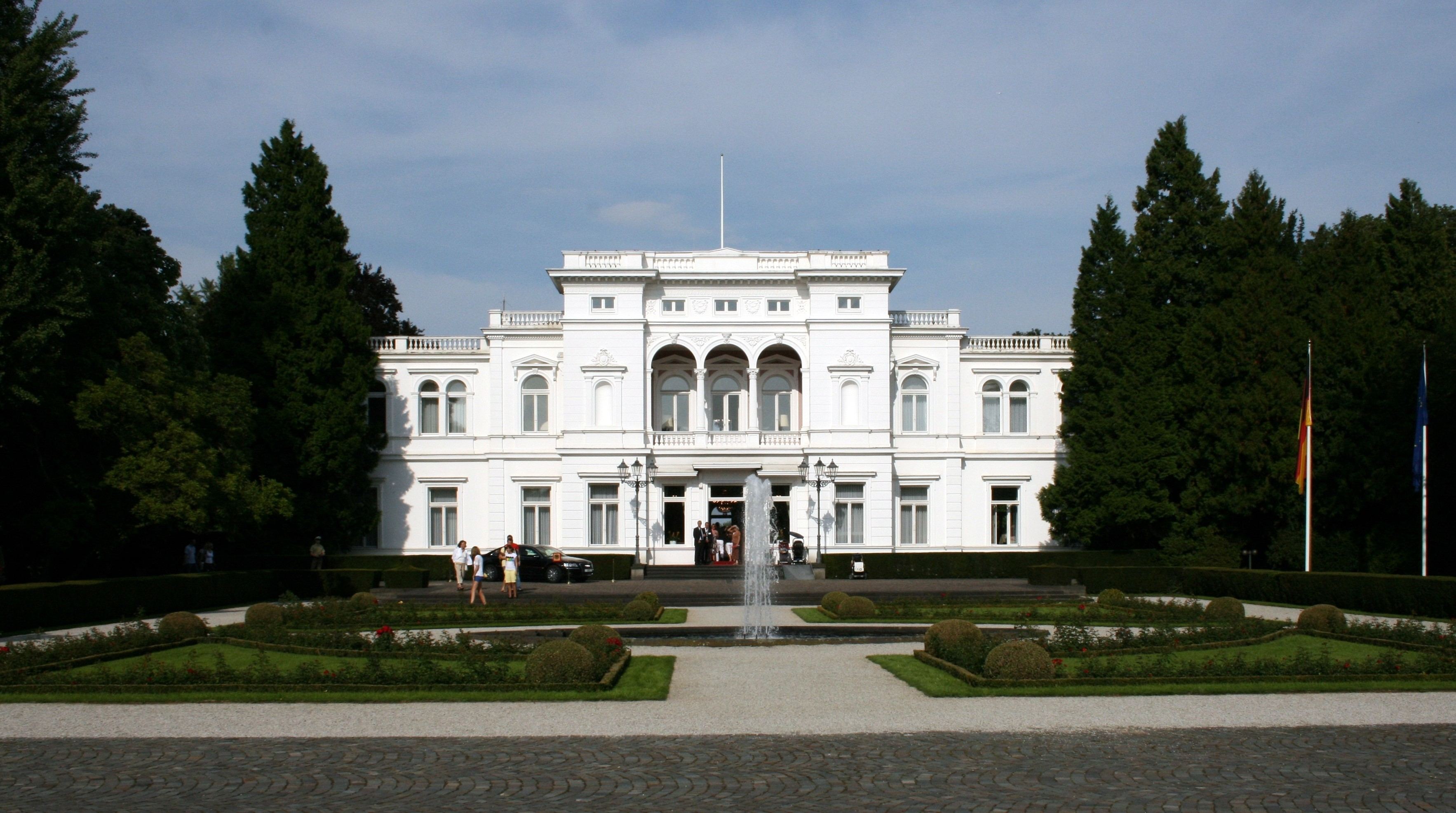
Villa Hammerschmidt (2008)

 mai târziu la Gimnaziul Umanist din Demmin. 
În continuare va urma studiile de zoologie la Universitatea Ernst-Moritz-Arndt-Universität Greifswald și Philipps-Universität Marburg din Marburg unde va face și lucrarea de doctorat, despre problemele de taxonomie a mallophagilor (păduchilor de pasăre), și va obține titlul de „Dr. rer. nat.” După călătorii numeroase întreprinse în scopuri de cercetare, a așezat piatra de temelie în Bonn pentru clădirea unui muzeu de științe naturale care va purta mai târziu numele lui fiind numit Muzeul de științe naturale Koenig. Clădirea era deja gata netencuită în anul 1914, dar terminarea ei a fost prelungită din cauza izbucnirii primului război mondial și folosirii ei ca și cazarmă de trupele aliate. În afară de aceasta Koenig va avea din cauza inflației greutăți financiare. În anul 1929 Koenig dăruiește clădirea regimului imperial german, iar în 1934 va fi deschisă ca muzeu. Koenig a trăit ultimii ani în Bonn și pe proprietatea sa din Mecklenburg.
În anul 1948 clădirea a devenit sediul parlamentului RFG care ulterior se va muta la Villa Hammerschmidt. Azi se pot vedea în Muzeul Koenig colecțiile despre păsări și mamifere tropicale sau polare ale naturalistului german.